# Волгоградская консерватория
Государственное бюджетное образовательное учреждение высшего образования «Волгоградская государственная консерватория имени П. А. Серебрякова» — одна из российских консерваторий, высшее учебное заведение искусств города Волгограда.

Памятник П. А. Серебрякову возле консерватории

## История
Волгоградская консерватория ведёт свою историю от музыкальных классов, открывшихся 6 января 1911 года в Царицыне. Размещались они в здании на углу улиц Московской и Астраханской. Они включали обучение по трем специальностям: скрипка, виолончель и фортепиано. Плата за обучение составляла 80 рублей в год.
Работу училища прервала Великая Отечественная война. Возобновило работу только в 1957 году.

## Названия
Волгоградская консерватория имела следующие официальные названия и организационно-правовые формы:
- с 1917 по 1923 год — Царицынское музыкальное училище;
- с 1923 по 1936 год — Сталинградский музыкальный техникум;
- с 1936 по 1961 год — Сталинградское музыкальное училище;
- с 1961 по 1963 год — Волгоградское музыкальное училище — в связи с переименованием Сталинграда в Волгоград;
- с 1963 по 1989 год — Волгоградское училище искусств;
- с 1989 по 1994 год — Волгоградское училище искусств имени П. А. Серебрякова;
- с 1994 по 1996 год — Волгоградское высшее муниципальное училище искусств (колледж искусств) имени П. А. Серебрякова;
- с 1996 по 2001 год — Волгоградский муниципальный институт искусств имени П. А. Серебрякова ;
- с 2001 по 2003 год — муниципальное образовательное учреждение высшего профессионального образования (МОУ ВПО) «Волгоградский институт искусств имени П. А. Серебрякова»;
- с 2013 по 2015 год — муниципальное образовательное учреждение высшего профессионального образования (МОУ ВПО) «Волгоградская консерватория (институт) имени П. А. Серебрякова»;
- с 2015 по 2024 — муниципальное бюджетное образовательное учреждение высшего образования «Волгоградская консерватория (институт) имени П. А. Серебрякова»;
- с 2024 года — государственное бюджетное образовательное учреждение высшего образования «Волгоградская государственная консерватория имени П. А. Серебрякова».

## Структура
Консерватория структурно состоит из факультета высшего профессионального образования, факультета среднего профессионального образования и факультета дополнительного профессионального образования.
Факультет ВО
Факультет ВО консерватории включает следующие кафедры:
- Кафедра фортепианного исполнительства
- Кафедра струнных инструментов
- Кафедра духовых и ударных инструментов
- Кафедра народных инструментов
- Кафедра вокального искусства
- Кафедра дирижирования
- Кафедра эстрадно-джазовой музыки
- Кафедра истории и теории музыки

Факультет СПО
Факультет СПО включает следующие предметно-цикловые комиссии:
- ПЦК «Фортепиано»
- ПЦК «Струнно-смычковые инструменты»
- ПЦК «Духовые и ударные инструменты»
- ПЦК «Народные инструменты»
- ПЦК «Вокальное искусство»
- ПЦК «Хоровое дирижирование»
- ПЦК «Сольное и хоровое народное пение»
- ПЦК «Музыкальное искусство эстрады»
- ПЦК «Теория музыки»
- ПЦК «Общее фортепиано»
- ПЦК «Социально-гуманитарные дисциплины»
- ПЦК «Живопись»

Факультет ДО
Факультет ДО включает:
- Курсы повышения квалификации
- Хоровую студию
- Обучение по дополнительным общеразвивающим программам в области искусств для детей и взрослых

## Образовательные программы

### Факультет ВО
Факультет ВО осуществляет подготовку по следующим направлениям подготовки (специальностям) высшего профессионального образования:
 Специалитет 
| Специальность                                                                   | Специализации |
| ------------------------------------------------------------------------------- | --- |
| Искусство концертного исполнительства                                           | «Фортепиано», «Концертные струнные инструменты», «Концертные духовые и ударные инструменты», «Концертные народные инструменты» |
| Музыкально-театральное искусство                                                | «Искусство оперного пения» |
| Художественное руководство оперно-симфоническим оркестром и академическим хором | «Художественное руководство академическим хором», «Художественное руководство оперно-симфоническим оркестром»                  |
| Музыковедение                                                                   | |

 Бакалавриат 
| Специальность                                  | Профили |
| ---------------------------------------------- | --- |
| Музыкально-инструментальное искусство          | «Фортепиано», «Оркестровые струнные инструменты», «Оркестровые духовые и ударные инструменты», «Баян, аккордеон и струнные щипковые инструменты» |
| Вокальное искусство                            | «Академическое пение» |
| Дирижирование                                  | «Дирижирование академическим хором» |
| Искусство народного пения                      | «Хоровое народное пение» |
| Музыкознание и музыкально-прикладное искусство | «Музыковедение» |
| Музыкальное искусство эстрады                  | «Эстрадно-джазовое пение» |

 Магистратура
| Специальность                                  | Профили |
| ---------------------------------------------- | --- |
| Музыкально-инструментальное искусство          | фортепиано; орган; оркестровые духовые и ударные инструменты; оркестровые струнные инструменты; инструменты эстрадного оркестра; баян, аккордеон и струнные щипковые инструменты. |
| Вокальное искусство                            | академическое пение; эстрадно-джазовое пение. |
| Искусство народного пения                      | хоровое народное пение. |
| Дирижирование                                  | дирижирование оперно-симфоническим оркестром; дирижирование академическим хором.                                                                                                  |
| Музыкознание и музыкально-прикладное искусство | музыковедение |

Аспирантура
| Специальность                                      |
| -------------------------------------------------- |
| Теория искусства и культуры, искусства             |
| Виды искусства (с указанием конкретного искусства) |
|                                                    |

### Факультет СПО
Факультет СПО ведет подготовку по следующим направлениям подготовки среднего профессионального образования:
| Специальность                    | Виды |
| -------------------------------- | --- |
| Инструментальное исполнительство | «Фортепиано», «Оркестровые струнные инструменты», «Оркестровые духовые и ударные инструменты», «Инструменты народного оркестра» |
| Вокальное искусство              | |
| Хоровое дирижирование            | |
| Сольное и хоровое народное пение | |
| Теория музыки                    | |
| Музыкальное искусство эстрады    | «Инструменты эстрадного оркестра», «Эстрадное пение»                                                                            |
| Живопись                         | «Станковая живопись» |
| Дизайн                           | в области культуры и искусства                                                                                                  |

### Факультет ДО
Факультет ДО ведет подготовку по следующим дополнительным общеобразовательным общеразвивающим программам в области музыкального искусства: «Инструментальное исполнительство» (фортепиано, струнные смычковые
инструменты, духовые и ударные инструменты, баян, аккордеон, домра), «Хоровое пение», «Вокальное исполнительство» (академическое пение, эстрадное пение)

## Известные выпускники
- Владимир Георгиевич Мигуля (1965—1968)
- Игорь Владимирович Ушаков (1981—1984)
- Ирина Викторовна Дубцова (1988—2001)

См. также: Категория:Выпускники Волгоградской консерватории